# Nanularia monoensis
Nanularia monoensis är en skalbaggsart som beskrevs av Charles L. Bellamy 1987. Nanularia monoensis ingår i släktet Nanularia och familjen praktbaggar. Inga underarter finns listade i Catalogue of Life.